# Aloe bella
Aloe bella (укр. Алое белла, Алое прекрасне)  — сукулентна рослина роду алое.

## Етимологія
Видову назву ця рослина отримала завдяки своїй красі, від лат. bellus — прекрасний..

## Морфологічні ознаки
Рослини одиночні або утворюють досить великі групи. Листків до 20 штук, 50 см завдовжки, 11 см завширшки, ланцетно-трикутні, прямостоячі, дещо вигнуті, жорсткі, рожево-коричневі, по краях з червоними шипами, 2 мм завдовжки, 20 мм один від одного. Суцвіття 100 см заввишки, з до 5 гілок; китиці конічні, 6-11 см завдовжки, щільні; приквітки 8-10 х 4 мм; квітконіжки 6-7 мм. Квіти червоні, блискучі; оцвітина 27 мм завдовжки, 8-9 мм в поперечнику, зовнішні листочки оцвітини 7-9 мм. Пиляки виступають на 3-5 мм. Зав'язь 7×3 мм.

## Поширення
Aloe bella росте в північно-східних районах Сомалі на прибережних рівнинах уздовж узбережжя Індійського океану від Eil Libah до God Anod і прилеглому вапняковому плато, на висоті від 0 до 100 метрів над рівнем моря. Місцевість являє собою прибережну напівпустелю, що отримує вологу у вигляді туману від моря, з низькими чагарниками і розкиданими низькими деревами.

## Охоронний статус
Aloe bella входить до Червоного Списку Міжнародного Союзу Охорони Природи видів під загрозою зникнення.
Aloe bella росте в малонаселених районах. Однак там мешкає кочовий народ, чия худоба може становити загрозу для виду (витоптування і деградація середовищ існування). Серйознішу загрозу становить можлива зміна клімату.
Є тільки два достовірні місцезнаходження Aloe bella. Вид зустрічається на площі значно нижче 5 000 км² (65 км х 30 км = 1950 км²; Lavranos 1973). Враховуючи невеликі розміри ареалу в поєднанні з кількома субпопуляціями, вплив худоби та загрози з боку зміни клімату, цей вид слід розглядати як такий, що перебуває під загрозою зникнення.